# Lemmeria
Lemmeria là một chi bướm đêm thuộc họ Noctuidae.

## Loài
- Lemmeria digitalis (Grote, 1882)